# Klutmarksbacken
Klutmarksbacken är en skidbacke belägen 1,5 mil väster om Skellefteå. Anläggningen består av tre nedfarter plus en slinga för snowboardåkning. Nedfarterna är mellan 300 och 600 meter långa. Fallhöjden är max 110 meter. Backen har en bygellift och en knapplift för barn. Klutmarksbacken drivs av Alpina Klubben i Skellefteå.

## Källa
- Destination Skellefteå